# 荊祚永
荊祚永（16世紀—1644年），字抱一，山西平陽府蒲州臨晉縣人，明朝政治人物。

## 生平
荊祚永是萬曆五年進士荊州土之孫，貢生荊成喬之子，天啟七年（1627年）中舉人，崇禎元年（1628年）聯捷進士，獲授安肅知縣，調任密雲，六年（1633年）以守城功入朝擔任禮科給事中。當時崇禎帝下令吏部尚書謝陞向各大臣薦舉人才出任中書或督撫，而閹黨唐世濟因此獲起用，他上表反對，令對方僅任刑科右給事中；之後他負責提督京營兵馬、巡視京城，清兵攻入山西時，鎮將都固城而守，他憤而上書痛斥各邊帥。
崇禎十二年（1639年），荊祚永因母親去世丁憂，之後起補吏科右給事中，署都給事中印，管理大計考察，再陞為戶科都給事中；十七年（1644年）因事降一級待處分，不久以疾卒官。兒子荊為楫是庠生，授中書舍人，孫子荊位是庠生，曾孫荊如岱則是舉人。

## 引用
1. 1 2  民國《臨晉縣志·卷九·鄉賢錄上》：荊祚永，州土孫，成喬子，崇禎進士。厯三令，在密雲守城有功，授給事中，時閹黨夤緣起用，祚永疏諫乃止。干戈滿地，敵鋒四出，鎮將皆嬰城相望，晉之封疆由平陽而朔而代而忻，所至如無人之境；諸鎮有延敵者，有縱敵者，有避敵者，有借敵以自重者。祚永有慟於中指而劾之，帝意雖不開悟，而邊帥皆警。子為檝，邑庠生，授中書，能振窮乏；孫位，邑庠生，能歸還遺金；曾孫如岱，膺鄉薦，有學行；從子為權亦以敦厚著聞鄉里。 舊志
2. ↑  乾隆《蒲州府志·卷八·選舉上》：天啟丁卯（舉人）……荊祚永 見進士
3. ↑  痛史本《崇禎長編·卷二》：（崇禎十七年三月壬辰）帝諭降荊祚永一級。照舊仍俟別案處分。
4. ↑  康熙《平陽府志·卷二十三·人物中》：荊祚永 字抱一，州土孫，成喬子，與從弟爾植同捷崇禎戊辰進士，授安肅知縣，調劇良鄉，再調密雲。癸酉以守城功欽取授禮科給事中，時上諭尚書謝陞令諸臣各舉堪任中書督撫一人以備簡用，奄黨唐世濟夤緣起用，祚永上言：「濟變者必須才，衡才者先核品，未有名行已虧、節操全墮，輿論所不齒，斧鉞所不如，如逆案諸人尚能為國家搆緩急之用者。」上善其言，而止陞刑科右給事，提督京營兵馬事，巡視京城內外。時東兵入晉地，鎮將皆要城自免，祚永發憤疏參，謂：「敵自迎恩堡入口，由平遠而朔州，而陽方以至忻代之間處處蹂躪，復由茹越口循故道以去，乃巾幗環視，卒無有決。一戰斬一級以挫其兇鋒，始實開門以延之入繼，復尾逐以縱之去，王朴、尤弘勳二鎮將何辭以謝我皇上，又何辭以謝晉中之文武將吏父老子弟矣。」疏上，邊帥聞者皆失色。己卯丁母憂，起補吏科右，暑都印，管大計考察，尋陞戶科都給事中，以疾卒于官。子為楫，中書舍人。